# Baozi
El Baozi (xinès: 包子; pinyin: bāozi), o simplement conegut com a bao o bau, és un tipus de panellet de pa amb farciment, generalment cuit al vapor, molt similar al pa i que és molt habitual en la cuina xinesa. El seu aspecte és molt similar al tradicional mantou xinès, ja que és una variació d'aquell tipus de pa amb un farciment. Pot ser farcit amb carn picada i/o farcits vegetarians. Pot ser servit amb qualsevol plat en la cultura xinesa, i molt sovint forma part del desdejuni.